# Lợn Erymanthian

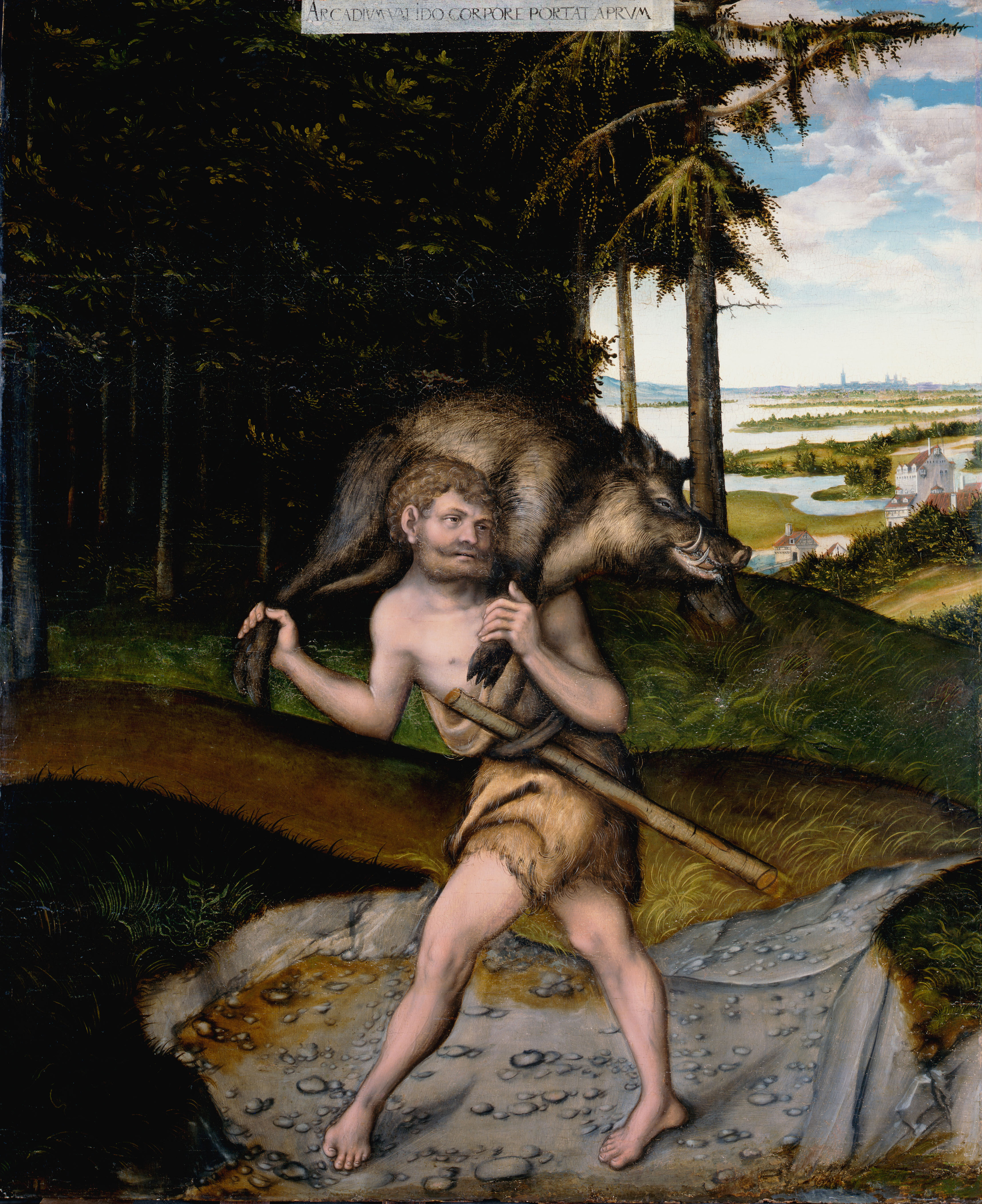
Tranh vẽ mô tả cảnh Héc-quyn đang tóm sống con lợn rừng hung dữ ở núi Erymanthius

Lợn Erymanthian hay còn gọi là heo rừng ở núi Erymanthius là một con heo rừng hung dữ trong thần thoại Hy Lạp cổ đại, con heo rừng này gắn với truyền thuyết về Mười hai kỳ công của Heracles (mười hai kỳ công của Heracles), theo đó đây là kỳ công thứ tư của chàng lực sĩ-thần sức mạnh Heracles, chàng được giao nhiệm vụ bắt cho được con heo rừng hung dữ này và đã vượt qua được thử thách.

## Câu chuyện
Trong thần thoại Hy Lạp về 12 kỳ công của Héc-quyn, có nhiệm vụ con heo rừng ở núi Erymanthus, Nhiệm vụ thứ tư này đưa Heracles về lại Arcadia trong cuộc truy lùng con heo rừng khổng lồ và tàn ác, mà chàng được yêu cầu phải bắt sống nó. Heo rừng Erymanthian sống trên ngọn núi Erymanthus, nó sống trên đỉnh núi cao. Heo rừng Erymanthian rất khỏe, muốn bắt sống chẳng phải dễ và phải nghĩ cách để tóm nó. Trong khi đang theo dấu con vật, chàng dừng chân ghé thăm nhân mã Pholus. 
Con nhân mã trong khi đang xem một trong những mũi tên của Héc-quyn thì tình cờ làm rơi trúng chân mình. Do mũi tên đã được tẩm nọc độc của con rắn Hydra nên làm cho Pholus chết ngay lập tức. Héc-quyn cuối cùng cũng xác định được vị trí con heo rừng trên đỉnh Erymanthus và tìm được cách lùa nó vào trong một bãi tuyết, tóm chặt nó. Vác con heo rừng lên vai, Héc-quyn mang nó về cho Eurysheus, làm hắn sợ hãi nép mình sau cánh cửa kho hé mở như thường lệ, Eurystheus trốn trong kho khi Héc-quyn mang lợn rừng về. Và chiến lợi phẩm của chàng là 1 cây chùy được làm bằng sấm chớp.